# Gonzalo Vargas Otte
Gonzalo Eduardo Vargas Otte (Santiago, 3 de agosto de 1966) es economista y académico chileno que se desempeña como rector de Inacap. Es ingeniero agrónomo de la Pontificia Universidad Católica de Chile, donde fue elegido Consejero Superior (1989).  Tiene MBA y magíster en economía agraria de la Universidad de California. Actualmente, es miembro del Consejo Nacional de Innovación para el Desarrollo (CNID).
Fue profesor y director del departamento de Economía Agraria de la Pontificia Universidad Católica de Chile. Se desempeñó como Director Ejecutivo de la Fundación Paz Ciudadana, donde participó en diversas instancias en el desarrollo de políticas públicas en materias de seguridad ciudadana.
Ha colaborado en diferentes revistas de investigación en temas de educación superior, economía agraria y seguridad ciudadana.

## Biografía

### Estudios
En 1985 ingresó a estudiar Agronomía a la Pontificia Universidad Católica de Chile, terminando sus estudios en 1989. Fue Consejero Superior de la Pontificia Universidad Católica de Chile (1989). Posee 2 maestrías:  Master of Business Administration y Master of Science in Agricultural and Resource Economics de la Universidad de California, Davis en Estados Unidos.

## Publicaciones
- "Estrategias de reclutamiento y selección de recursos humanos en Empresas Frutícolas de la Zona Central de Chile : estudio exploratorio" no. 3 (sept./dic. 2000), p. 169-179.
- "Evaluación de las revistas científicas agronómicas en Chile en base a análisis de citas" Vol. 27, no. 1 (ene./abr. 2000), p. 9-19
- "Cambio estructural en el sector lechero chileno : potencial exportador y desafíos" Vol. 28, no. 3 (sept./dic. 2001), p. 119-129
- "Divergencia en la organización de la industria cárnica: un análisis comparativo de Estados Unidos y Chile" Vol.31, no.2 (mayo/ago. 2004), p. 75-90.
- "Efecto de las características de la empresa en la administración de recursos humanos: cuatro estudios de casos de Empresas Agrícolas grandes chilenas" Vol. 29, no. 1 (ene./abr. 2002), p. 13-28
- "El vino en la economía nacional" Revista universitaria. -- No. 70 (oct./dic. 2000), p. 39-43
- "Gestión de productividad y calidad del trabajo agrícola" Agroeconómico.-- No. 51 (jul. 1999)
- "Administración moderna de empresas agrícolas"  El Campesino.-- Vol. 129, no. 3 (mar./abr. 1998) 1-3300
- "Contabilidad gerencial en la empresa agrícola" El Campesino.-- Vol. 129, no. 5 (mayo/jun. 1998) 1-3300
- "Efecto de la política de comercio exterior en el sector lechero chileno 1976-1989 : un estudio econométrico" 1991